# Pierre de Foix (1386-1464)
Pierre de Foix (Borgonha, 1386 - Avinhão, 13 de dezembro de 1464) foi um cardeal do século XV.

## Primeiros anos
Nasceu em Borgonha em 1386, (nenhum lugar encontrado), França. Dos condes de Carcassonne. Filho de Archambaud de Grailly , captal de Buch , e Isabelle de Foix; parte de seu dote foi o condado de Foix. Seus descendentes adotaram o nome de "de Foix" tio-avô do cardeal Pierro de Foix, Jr. (1476). Ele também está listado como Pétro de Fuxo. Ele foi chamado de Cardeal de Foix.
Estudou em Toulouse. Ingressou na Ordem dos Frades Menores (Franciscanos) no convento de Morlaas; ele era noviço e professava naquele convento.
Ele não havia sido ordenado sacerdote quando foi promovido ao episcopado.
Eleito bispo de Lescar pelo antipapa Alexandre V em 23 de outubro de 1409, com dispensa por ainda não ter atingido a idade canônica; no dia 11 de novembro seguinte, recebeu licença para ser consagrado por qualquer bispo católico; manteve a administração da sé após sua promoção ao cardinalato até 1422; administrador novamente, de 24 de janeiro a 20 de abril de 1433; e novamente, 4 de agosto de 1433. Promovido à sé metropolitana de Toulouse (?). O antipapa Bento XIII, ignorando esta promoção, nomeou-o administrador de Lescar em 5 de fevereiro de 1410; mais tarde, em 3 de fevereiro de 1414, ameaçou-o com deposição.
Criado pseudocardeal sacerdote no consistório de setembro de 1414; recebeu o chapéu vermelho em outubro de 1414; manteve sua sede em comenda ; recebeu o título de S. Stefano al Monte Celio em 1417 do Papa Martinho V. Nomeado camerlengo do Antipapa João XXIII em 30 de outubro de 1414. Abade comendador do mosteiro cluniancese de Lézat, diocese de Rieux, em 5 de maio de 1415. Chegou ao Concílio de Constança em 5 de fevereiro de 1416. Participou do conclave de 1417 , que elegeu o Papa Martinho V. Chegou a Florença vindo de Avinhão em 2 de março de 1419; partiu em 15 de abril de 1420 chegando a Roma em 16 de dezembro de 1423. Administrador de Saint-Bertrand de Comminges, 7 de agosto de 1422 até 1451. Nomeado embaixador perante o rei Alfonso V de Aragão, 6 de janeiro de 1425; ele deixou Roma no dia 2 de março seguinte; legado novamente em 1426; e em 1429; obteve a abdicação do antipapa Clemente VIII em 26 de julho de 1429. Administrador de Lombés, desde o início de 1425 até 25 de março do mesmo ano. Celebrou o Concílio de Tortosa, na Catalunha, pela extinção do cisma de 19 de setembro a 5 de novembro de 1429; retornou a Roma no final de 1429. Nomeado legado no Comtat Venaissin em 9 de março de 1430; tomou posse do palácio apostólico de Avinhão em 7 de julho de 1433. Não participou do conclave de 1431 , que elegeu o Papa Eugênio IV. O novo papa o transferiu para a sé suburbana de Albano em 14 de março de 1431. Administrador de Mirepoix, de 9 de novembro de 1432 até julho de 1433. Uma insurreição para depor o cardeal legado Foix e expulsá-lo de seu palácio foi reprimida em 15 de setembro de 1443 Não participou do conclave de 1447 , que elegeu o Papa Nicolau V. O novo papa nomeou o Cardeal Foix seu vigário geral in temporalibus na cidade de Avignon e no Comtat Venaissin e distrito em 12 de maio de 1447. Ele celebrou um concílio em Arles em final de novembro de 1448. Em 3 de dezembro de 1448, em Notre-Dame de la Mer (atual Les Saintes Maries de la Mer), participou, como legado papal, na invenção das relíquias das Santas Marie Salomé, Marie Jacobé; e a serva Sarah (2) na presença do rei René I de Nápoles e de sua esposa, a rainha Isabel. Nomeado administrador da Sé Metropolitana de Arles, 25 de setembro de 1450; renunciou ao cargo em 24 de março de 1463. Abade comendador do mosteiro de Montmajour, 9 de outubro de 1450. Administrador de Dax, 5 de julho de 1451 até 30 de maio de 1459. Celebrou um conselho provincial em Arles em 1453; e outro em Avinhão em 1458; este concílio publicou o primeiro decreto formal em favor da Imaculada Conceição da Bem-Aventurada Virgem Maria. Não participou doconclave de 1455 , que elegeu o Papa Calisto III. Não participou do conclave de 1458 , que elegeu o Papa Pio II. Nomeado administrador da sé metropolitana de Auch em 11 de fevereiro de 1463; renunciou no mesmo dia em favor de seu sobrinho Jean de Lescur (Jean V d'Armagnac), que foi preconizado no dia 14 de março seguinte. Administrador da sé de Tarbes, 11 de fevereiro de 1463 até sua morte. Não participou do conclave de 1464 , que elegeu o Papa Paulo II. Fundou em Toulouse o famoso Collège Foix .
Morreu em Avinhão em 13 de dezembro de 1464. Sepultado na igreja dos Franciscanos (Cordeliers) em Avinhão